# Kohei Higa
Kohei Higa (比嘉 厚平 Higa Kohei?), född 30 april 1990 i Saitama prefektur, är en japansk fotbollsspelare.
Higa började sin karriär 2008 i Kashiwa Reysol. Efter Kashiwa Reysol spelade han för Blaublitz Akita och Montedio Yamagata. Han avslutade karriären 2016.